# Mohedas de Granadilla
Mohedas de Granadilla – gmina w Hiszpanii, w prowincji Cáceres, w Estramadurze, o powierzchni 58,72 km². W 2011 roku gmina liczyła 953 mieszkańców.